# Nesticus furenensis
Nesticus furenensis är en spindelart som beskrevs av Takeo Yaginuma 1979. Nesticus furenensis ingår i släktet Nesticus och familjen grottspindlar. Inga underarter finns listade i Catalogue of Life.